# Sainz de Baranda (métro de Madrid)
Sainz de Baranda est une station de métro à Madrid située à proximité de la rue du docteur Esquerdo.